# پارک ایرو-گیو
پارک ایرو-گیو (انگلیسی: Park Iru-gyu؛ زادهٔ ۲۲ دسامبر ۱۹۸۹) بازیکن فوتبال اهل کره جنوبی است.
از باشگاه‌هایی که در آن بازی کرده‌است می‌توان به باشگاه فوتبال یوکوهاما مارینوس اشاره کرد.